# 七人の弔
『七人の弔』（しちにんのとむらい）は、2005年8月13日より公開された日本映画。

## 概要
たけし軍団のメンバーの一人でタレントのダンカンが初めて監督を務める作品。タイトルは黒澤明の映画『七人の侍』をオマージュしたものである。しかし作品のテーマは異なり、本作は現代社会で問題視されている児童虐待を生々しく描写している。とはいうものの単なるサスペンス映画ではなく、ダンカンならではの毒とユーモアを含んだ明るいサスペンス映画として仕上がっている。ヒロインには、川原真琴が抜擢され、注目された。

## ストーリー
ある夏休み。複雑な事情を抱え込んだ七組の親子はあるキャンプツアーへと参加する。しかしながら子供達はいつもより優しい親たちの様子に不自然さを感じる。そして無表情の指導員が親だけを集め説明を始める。

「ここにいる方々は、子供達の臓器を提供して自分達の生活を向上させようという、合理的な考えの持ち主でした・・・」

そして指導員はトランクを開け多額の資金を親達に見せる。

「あなたがたのものです」

そう、これは楽しいキャンプツアーなどではなく、子供達の臓器を提供する契約の場だったのである・・・。

## キャスト

### 中尾親子（＆愛人）
- 高橋ひとみ（母：中尾君代）
- 山田能龍（愛人：住田昇）
- 川原真琴（子：中尾晴美）

### 柳岡親子
- 山崎一（父：柳岡秀男）
- 戸島俊季（子：柳岡三郎）

### 横山親子
- 温水洋一（父：横山春樹）
- 波田野秀斗（子：横山一樹）

### 前田親子
- 有薗芳記（父：前田憲夫）
- 石原圭人（子：前田正一）

### 橋本親子
- いしのようこ（母：橋本染子）
- 松川真之介（子：橋本慎一）

### 西山親子
- 保積ぺぺ（父：西山政彦）
- 水木薫（義母：西山美千代）
- 柳生みゆ（子：西山翔子）

### 河原親子
- 渡辺いっけい（父：河原功一）
- 中村友也（子：河原潤平）

### 指導員
- ダンカン（垣内仁）

## スタッフ
- 監督・脚本:ダンカン
- プロデューサー:森昌行、吉田多喜男
- 音楽：松谷卓
- 撮影：村埜茂樹
- 編集：太田義則
- 美術：稲村正人
- 助監督：松川嵩史
- 配給：オフィス北野、東京テアトル
- 製作:バンダイビジュアル、エフエム東京、オフィス北野

## リリース
- VHS：2000年8月21日
- DVD：2006年1月27日 本編107分+特典35分